# Château des Évêques-du-Puy

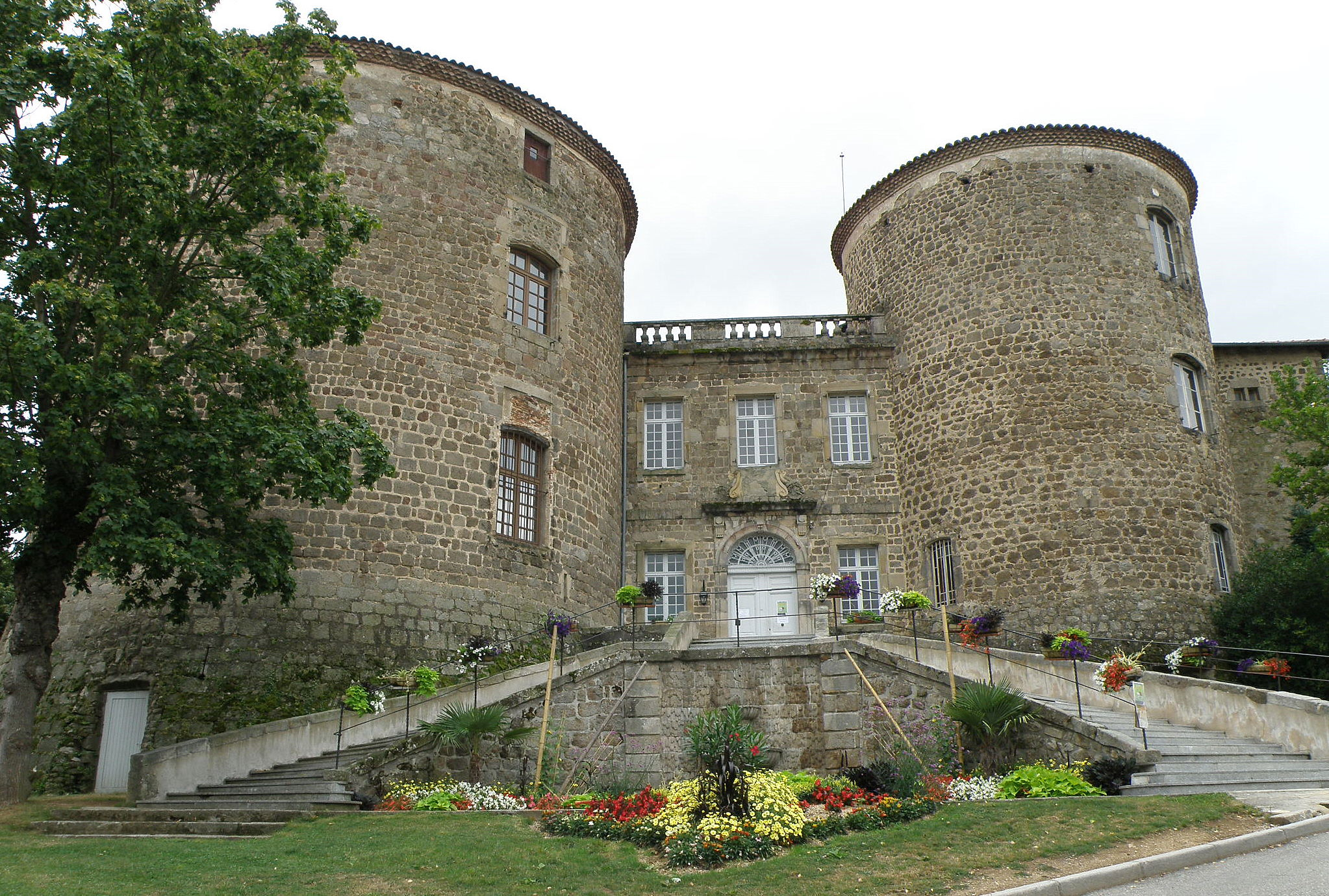
Bischöfliches Château in Monistrol-sur-Loire

Das Château des Evêques (Bischofschloss) in Monistrol-sur-Loire, Frankreich, hat seinen Ursprung im 13. Jahrhundert. Heute ist das Schloss ein kultureller Treffpunkt und ein bedeutendes historisches Monument der Region Haute-Loire. Im Laufe der Jahre hat es sich von einer mittelalterlichen Festung zu einem Ausstellungsort entwickelt, der Besuchern aus der Region eine Mischung aus Geschichte und Kultur bietet.

## Geschichte des Château des Evêques
Im Jahr 1270 erwarben die Bischöfe von Le Puy das Château des Evêques, das zu diesem Zeitpunkt als ein einfaches Gebäude in der Bilhardschlucht gelegen war. Das Schloss wurde zunächst von den Bischöfen von Le Puy genutzt und im 14. Jahrhundert näher an die Stadt Monistrol verlegt. Dort errichteten sie eine „Neue Burg“, die später im 18. Jahrhundert umfangreiche Umbauten erlebte. Nach den Religionskriegen wurde das Schloss zunehmend als „Lusthaus“ genutzt und erlebte eine Verschönerung mit Gärten und Parkanlagen.
Heute sind nur noch Überreste des ursprünglichen Gebäudes vorhanden, doch die Geschichte des Schlosses lässt sich in den noch bestehenden Teilen und der gesamten Architektur nachvollziehen. Besonders auffallend sind die Türme des Schlosses, die das Gebäude prägen und einen imposanten Anblick bieten.

## Architektur und Umgebung
Das Schloss ist von einer landschaftlich reizvollen Umgebung umgeben, die es zu einem beliebten Ziel für Spaziergänge und Erkundungen macht. Die barocken Elemente, die das Erscheinungsbild des Schlosses prägen, sind gut erhalten. Besucher können die historische Architektur des Schlosses betrachten, während sie durch die Gärten und Parkanlagen spazieren, die das Gebäude umgeben. Hierbei stechen vor allem die Türme des Schlosses hervor, die als Wahrzeichen dienen.

## Nutzung des Schlosses heute
Das Château des Evêques ist heute ein kulturelles Zentrum, das nicht nur für seine Geschichte, sondern auch für seine Ausstellungen und Veranstaltungen bekannt ist. Jedes Jahr werden hier wechselnde Ausstellungen angeboten, die verschiedene Themen der Kunst und Geschichte behandeln. Diese bieten den Besuchern die Möglichkeit, mehr über die regionale Kultur und die Geschichte des Schlosses zu erfahren.
Zusätzlich zu den Ausstellungen wird das Schloss für eine Reihe von Veranstaltungen genutzt, wie z. B. die “GastrÔleries”.
Ein weiteres modernes Highlight des Schlosses ist der Escape Room, der den Gästen eine interaktive Erfahrung bietet. Hier können Besucher gemeinsam Rätsel lösen und das Schloss auf eine spezielle Art und Weise erleben.

## GastrÔleries Festival
Die GastrÔleries sind ein jährliches Festival, das im Château des Evêques stattfindet und sich auf die Themen Gastronomie und Wein konzentriert. Während des Festivals präsentieren rund 30 Aussteller ihre Produkte, darunter regionale Spezialitäten wie Wurstwaren, Käse und lokale Weine. Das Festival bietet den Besuchern auch die Möglichkeit, an Kochvorführungen teilzunehmen und mehr über die kulinarischen Traditionen der Region zu erfahren.